# Lovisa Löwhagen
Lovisa Johanna Löwhagen, född 7 april 1977 i Högsbo, Göteborg, är en svensk manusförfattare.
Löwhagen har arbetat med manus till både svenska filmer och TV-serier som Vita lögner, Andra avenyn och Starke man. Med start 2001 arbetade hon tillsammans med fem andra svenska manusförfattare på tre filmer. Resultatet blev de två filmerna Tillfällig fru sökes och Lejontämjaren. Till Uppsala kortfilmsfestival 2006 skrev Löwhagen manus till dramat Det ordet finns inte. Den 23 december 2010 visade SVT filmen Den verklige Karl-Oskar som Löwhagen skrivit manus till tillsammans med Andreas Nilsson.

## Filmmanus
- 2003 – Tillfällig fru sökes
- 2003 – Lejontämjaren
- 2006 – Det ordet finns inte
- 2010 – Den verklige Karl-Oskar
- 2020 – Lyckoviken (TV-serie)